# O Lado Bom de Ser Traída
O Lado Bom de Ser Traída é um filme de drama romântico brasileiro de 2023, dirigido por Diego Freitas e escrito por Davi Kolb e Camila Raffanti e estrelado por Giovanna Lancellotti e Leandro Lima.  É livremente inspirado no livro homônimo de Sue Hecker. O filme foi lançado mundialmente em 25 de outubro de 2023 na Netflix.

## Sinopse
Babi descobre uma traição de seu companheiro de longa data e decide embarcar em uma nova aventura em sua vida. Nessa jornada, ela conhece o juiz Marco e eles passam a viver uma história permeada por muita tensão sexual.

## Elenco
- Giovanna Lancellotti  como Bárbara Vieira (Babi)
- Leandro Lima como Marco Ladeia
- Camilla de Lucas como Patrícia Alencar Rochetty (Patty)
- Micael Borges como Caio Siqueira
- Bruno Montaleone como Thiago Farias
- Louise D'Tuani como Paula Góes Ladeia Mesquita
- Drayson Menezzes como Alexandre